# Antonio Escohotado
Antonio Escohotado Espinosa (Madrid, 5 luglio 1941 – Ibiza, 21 novembre 2021) è stato un filosofo, giurista, saggista e traduttore spagnolo.
Fu una figura controversa in Spagna per la sua posizione contro il proibizionismo delle droghe.

## Biografia
Escohotado trascorse i primi dieci anni della sua vita a Rio de Janeiro, in Brasile, dove suo padre lavorava come addetto stampa presso l'ambasciata spagnola. Successivamente tornò a Madrid, dove iniziò a studiare diritto e filosofia, e scrisse una tesi su Hegel, intitolata "La coscienza infelice. Saggio sulla filosofia della religione di Hegel".
Nel 1964 iniziò a lavorare presso l'Istituto di Credito Ufficiale, una banca pubblica spagnola. Successivamente, nel 1970, lasciò il lavoro e si trasferì a Ibiza, dove lavorò come traduttore. Nel 1976 fondò la discoteca Amnesia, che in seguito divenne una delle più popolari dell'isola.
Nel 1983 fu arrestato dalla polizia e incarcerato per possesso di cocaina. Di fronte alla situazione, si dichiarò non colpevole e affermò di essere stato incastrato dalla polizia. Durante la prigionia, scrisse la sua opera più importante, "Storia generale delle droghe" . Dopo essere stato rilasciato, lavorò come professore presso l'Università Nazionale di Educazione a Distanza (UNED).